# Henriette Reker
Henriette Reker (Colonia, 9 dicembre 1956) è un'avvocata e politica tedesca, sindaca di Colonia dal 20 novembre 2015, prima donna a ricoprire tale incarico.
Dal 2000 al 2010 è stata assessora della città di Gelsenkirchen. Nel 2015 si candidò per la carica di sindaca di Colonia, sostenuta da Verdi, CDU e FDP, nonché dalla lista Deine Freunde. Nota per le sue posizioni a favore dell'immigrazione, il giorno prima di essere eletta sindaca con il 52,66% dei voti, è stata vittima di un tentativo di assassinio in un mercato distrettuale. Rieletta nel 2020, in tale occasione è stata sostenuta da Verdi e CDU.

## Biografia
Henriette Reker è cresciuta in una famiglia della classe media nel distretto di Colonia di Bickendorf. Sua madre, Gretel Martini (1920-2017), era membro della SPD e proveniva da una famiglia socialdemocratica. Suo padre era un maestro chef e pasticcere.
Reker ha frequentato la Liebfrauenschule nel quartiere Lindenthal di Colonia e nel 1976 si è diplomata al liceo. Dal 1976 ha studiato giurisprudenza presso le Università di Colonia, Ratisbona e Gottinga e ha completato la formazione legale nel 1986 con il secondo esame di Stato in giurisprudenza dopo aver completato il tirocinio presso il Tribunale regionale di Münster.

### Attività professionale
Dal 1990 al 1992 è stata impiegata presso un ordine professionale di Bielefeld e poi fino al 2000 consulente legale presso il Landesverband der Innungskrankenkassen Münster. Nel 1996 è stata iscritta all'albo degli avvocati del tribunale regionale di Münster.
Nel 2000, Reker è diventata assessore indipendente per gli affari sociali, la salute e la protezione dei consumatori della città di Gelsenkirchen. Su suggerimento dei Verdi di Colonia, si è trasferita a Colonia nel 2010 come assessore per gli affari sociali, l'integrazione e l'ambiente.

### Candidatura alle elezioni comunali del 2015
Il 9 gennaio 2015, l'apartitica Henriette Reker è stata presentata ufficialmente dal gruppo consiliare e dalla direzione del partito Bündnis 90/Die Grünen come candidata alla carica di sindaco di Colonia. La sua candidatura è stata sostenuta da una cosiddetta "coalizione arcobaleno" di CDU, FDP, Verdi, Free Voters e il gruppo di elettori Deine Freunde. Le elezioni previste per il 13 settembre 2015, in cui doveva essere determinato il successore di Jürgen Roters, hanno dovuto essere rinviate al 18 ottobre 2015. Nelle schede elettorali, i nomi dei partiti dei candidati non partitici erano stati stampati troppo grandi in contraddizione con l'ordinanza sulle elezioni municipali della Renania Settentrionale-Vestfalia.

#### Tentativo di assassinio
Il 17 ottobre 2015, un giorno prima delle elezioni del sindaco, Henriette Reker è stata pugnalata al collo con un coltello da un uomo di 44 anni in uno stand informativo della CDU a Colonia-Braunsfeld. Reker rimase gravemente ferita,  anche il suo aiutante fu ferito, così come altre tre persone che avevano cercato di bloccare l'aggressore che poi, diranno i pubblici ministri, aveva citato la politica pro-rifugiati della Reker,  come la ragione dell'atto. Aveva agito per motivi xenofobi ed era un ex membro dell'ex militante neonazista Freedom German Workers' Party (FAP).
Dopo il tentativo d'assassinio, la campagna elettorale di Reker fu sospesa. Anche il suo avversario Jochen Ott ha interrotto la sua campagna elettorale. Le elezioni stesse si sono comunque svolte come previsto il 18 ottobre 2015, in quanto la legge sulle elezioni locali consente un rinvio solo in caso di morte di un candidato.

### Elezione a sindaca nel 2015

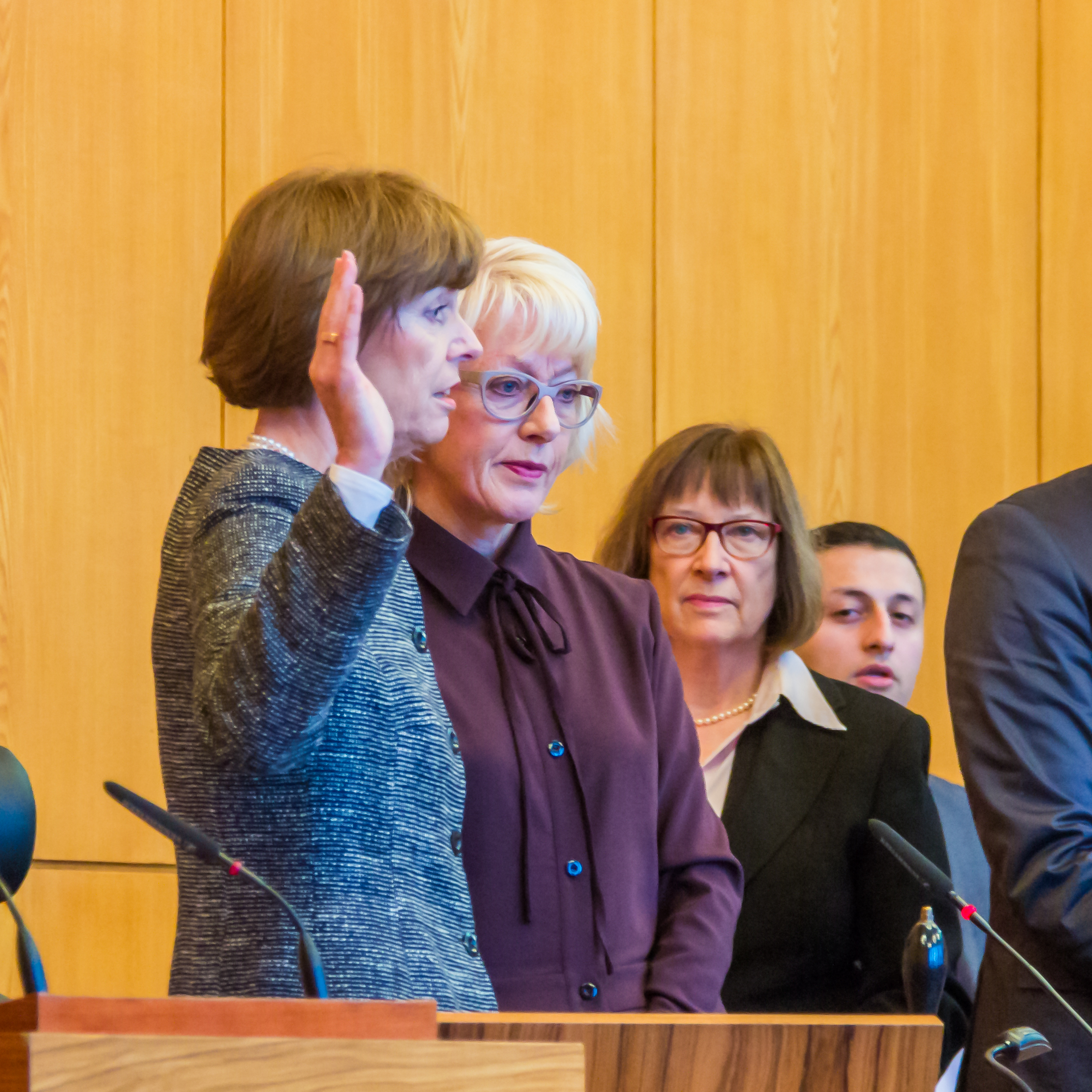
Reker presta giuramento il 15 dicembre 2015

Henriette Reker ha vinto le elezioni come sindaco della città di Colonia il 18 ottobre 2015 al primo turno con il 52,66%dei voti espressi, con un'affluenza alle urne del 40,28%.  A quel tempo, era in coma artificiale a seguito del tentato assassinio. Ha firmato la dichiarazione di accettazione presso l'ospedale il 22 ottobre 2015 ed è diventata così il primo sindaco di Colonia. Il 20 novembre 2015, Henriette Reker ha iniziato il suo incarico al Municipio di Colonia. Uno dei suoi primi atti ufficiali è stata l'assegnazione del Premio Heinrich Böll alla scrittrice Herta Müller.

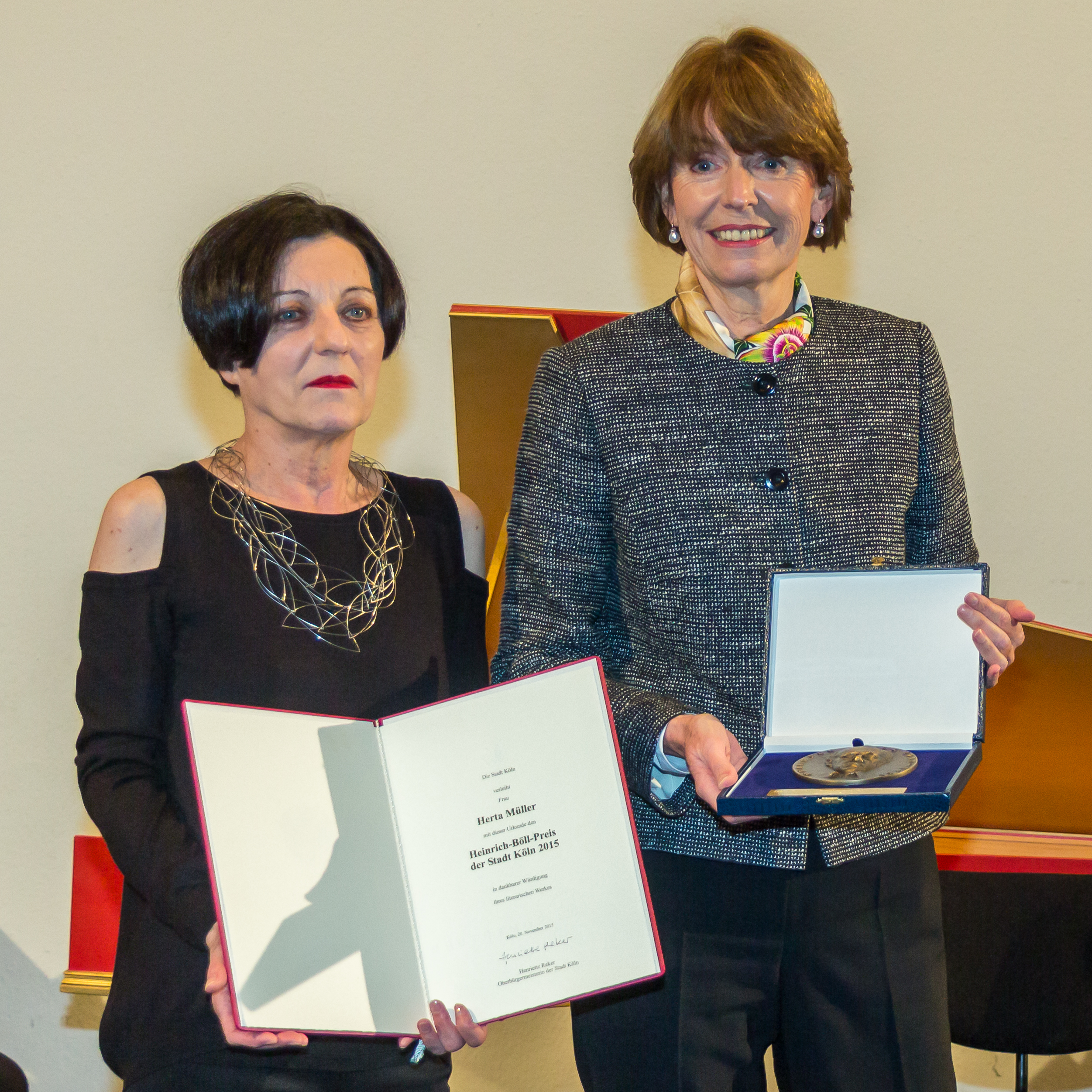
Il primo atto ufficiale nel 2015 della Reker come sindaco è stato la consegna del Premio Heinrich-Böll a Herta Müller

L'inaugurazione ufficiale è avvenuta il 15 dicembre 2015. È membro del consiglio di sorveglianza delle cliniche della città di Colonia, della società municipale Neurochirurgische Rehabilitationsklinik Köln GmbH (RehaNova Köln) e di Reha Godeshöhe e. V.

## Vita privata
Henriette Reker è sposata con l'allenatore di golf australiano Perry Somers, che vive e lavora in Germania. Dopo l'omicidio del presidente del distretto di Kassel, Walter Lübcke, Reker ha anche ricevuto una minaccia di morte nel giugno 2019, che, secondo WDR, aveva un background estremista di destra.
Nel 2016, Reker è stata la prima donna ad essere ammessa al cosiddetto corpo attivo dalla fondazione dell'Associazione del Carnevale di Rote Funken nato nel 1823 e ad apparire nell'uniforme del club tradizionale alla Processione del Lunedì delle Rose di Colonia; secondo gli Statuti Spark, un sindaco di Colonia riceve automaticamente l'adesione.